# Provinciale weg 285
De provinciale weg 285 (N285) is een provinciale weg in de Nederlandse provincie Noord-Brabant. De weg vormt een verbinding tussen Klundert en Breda. Ter hoogte van Zevenbergen heeft de weg een aansluiting op de A17 richting Roosendaal en Dordrecht. Ten noorden van Terheijden heeft de weg een aansluiting op de A59 richting Zierikzee en 's-Hertogenbosch.
De weg is uitgevoerd als tweestrooks-gebiedsontsluitingsweg met buiten de bebouwde kom een maximumsnelheid van 80 km/h. In de gemeente Moerdijk heet de weg Provincialeweg en De Langeweg. In de gemeente Drimmelen heet de weg Eerste Weg, Brandestraat en Wagenbergse Baan. In de gemeente Breda heet de weg Nieuwe Bredase Baan en Terheijdenseweg.

## Geschiedenis
Oorspronkelijk was een deel van de huidige N285 een rijksweg. In tegenstelling tot vele rijkswegen, die reeds in de jaren 30 opgenomen waren in het rijkswegenplan, was de weg tussen Terheijden en Klundert nooit opgenomen in een rijkswegenplan als planweg. De oorzaak hiervan lag bij het feit dat de A59 tussen Terheijden en knooppunt Zonzeel pas in het Structuurschema Verkeer en Vervoer uit 1979 voor het eerst opgenomen was, en meteen als kruisingsvrije autosnelweg gepland was. Tot het gereedkomen van de A59 tussen Terheijden en knooppunt Zonzeel werd de huidige N285 tussen Terheijden en Zevenbergen tijdelijk als route voor het doorgaande verkeer aangewezen, in afwachting van de verlenging van de A59 vanaf knooppunt Zonzeel naar de A17 ter hoogte van Zevenbergen. Dit tussenliggende gedeelte is overigens nooit aangelegd.
Daar de weg tussen Terheijden en Zevenbergen als route voor het doorgaande verkeer was aangewezen, werd deze ook als onderdeel van het routenummer 59 opgenomen. Vanaf het moment dat de A59 als planweg werd opgenomen in het rijkswegenplan werd het planvervangende gedeelte genummerd als N59.
Uiteindelijk werd besloten het 'gat' in rijksweg 59 tussen Zonzeel en Zevenbergen niet aan te leggen. Sindsdien verloopt de A59 vanaf knooppunt Zonzeel tezamen met de A16 tot knooppunt Klaverpolder om vervolgens de A17 te volgen tot knooppunt Noordhoek. De secundaire weg tussen Terheijden en Zevenbergen, welke tot 1992 administratief genummerd was als rijksweg 755, werd met de invoering van de Wet herverdeling wegenbeheer in 1993 overgedragen aan de provincie Noord-Brabant. Die nummerde de weg als N285.
N62 · N69 · N251 · N252 · N253 · N254 · N255 · N256/A256 · N257 · N258 · N260 · N261 · N262 · N263 · N264 · N266 · N267 · N268 · N269 · N270/A270 · N271 · N272 · N273 · N274 · N275 · N276 · N277 · N278 · N279 · N280 · N281 · N282 · N283 · N284 · N285 · N286 · N287 · N288 · N289 · N290 · N291 · N292 · N293 · N294 · N295 · N296 · N296n · N297 · N298 · N300 · N321 · N322 · N324 · N329 · N389 · N394 · N395 · N396 · N397

N556 · N562 · N564 · N570 · N572 · N590 · N595 · N598 · N601 · N602 · N605 · N607 · N612 · N613 · N615 · N616 · N617 · N618 · N620 · N622 · N625 · N629 · N631 · N632 · N637 · N638 · N639 · N640 · N641 · N651 · N652 · N653 · N654 · N655 · N656 · N658 · N659 · N660 · N661 · N662 · N663 · N664 · N665 · N666 · N667 · N668 · N669 · N670 · N671 · N673 · N674 · N675 · N676 · N682 · N683 · N686 · N689 · N690 · N831 · N843

Voormalige provinciale wegen: N299 · N551 · N552 · N553 · N554 · N555 · N560 · N561 · N563 · N565 · N566 · N567 · N568 · N571 · N574 · N580 · N581 · N582 · N583 · N584 · N585 · N586 · N587 · N588 · N589 · N591 · N592 · N593 · N594 · N596 · N597 · N603 · N604 · N606 · N608 · N610 · N611 · N614 · N619 · N621 · N623 · N624 · N626 · N628 · N630 · N634 · N642 · N657